# Udo Kock
Udo Kock (Amsterdam, 3 januari 1970) is een Nederlandse bestuurder en politicus. Hij is lid van D66.

## Biografie
Kock groeide op in Amsterdam en doorliep de middelbare school in Hoorn. Hij studeerde tussen 1991 en 1996 algemene economie aan de Vrije Universiteit in Amsterdam. Van 1996 tot in 2000 was hij als onderzoeker in opleiding verbonden aan het Tinbergen Instituut in Amsterdam. 
Kock werd in 1996 actief als secretaris van D66 Amsterdam en was duo-raadslid in de Amsterdamse gemeenteraad van 1998 tot 2000.  In de periode 2000-2001 was hij universitair docent aan de Vrije Universiteit. Hij promoveerde daar in 2002 met het proefschrift Social Benefits and the Flow Approach to the Labor Market. 
Kock werkte van 2001 tot 2014 als econoom voor het Internationaal Monetair Fonds, waar hij macro-economische stabilisatieprogramma’s opzette voor Jordanië, Irak en Pakistan en economische analyses maakte van opkomende economieën. Vanaf 2010 was hij hoofd van het IMF kantoor in Oost-Jerusalem en in die rol pleitte hij voor meer internationale steun voor de Palestijnse Autoriteit.
In juni 2014 werd hij namens D66 wethouder in Amsterdam met de portefeuille Financiën, Belastingen, Waterbeheer, Subsidieproces en Stadsdeel West. Zijn belangrijkste opdracht werd om de financiën beter op orde te brengen. In oktober kreeg hij de taken Economie, Lucht- en Zeehaven, Deelnemingen en stadsdeel Centrum overgedragen van Kajsa Ollongren door haar benoeming tot minister. Sinds 5 december 2017 was hij vanwege haar vertrek tevens locoburgemeester. Na de gemeenteraadsverkiezingen in 2018 kreeg hij de portefeuille Financiën, Economische Zaken, Haven, Schiphol, Zuidas en Marineterrein. Kock is daarnaast bestuurslid van de Vereniging van Nederlandse Gemeenten voor de commissie financien.
Op 11 september 2019 trad Kock af als wethouder omdat hij het in moeilijkheden verkerende Afval Energie Bedrijf wilde privatiseren. De meerderheid in het Amsterdamse college wilde het echter laten fuseren met een ander afvalbedrijf in overheidshanden, de NV Huisvuilcentrale Noord-Holland uit Alkmaar.
Kock is lid van de raad van advies van het ARCNL en lid van de raad van toezicht van het Rembrandthuis.
Kock is getrouwd met Calluna Euving, werkzaam bij de Raad voor de Rechtspraak en van 2016-2023 secretaris van de Universiteit van Amsterdam. Ze hebben drie kinderen.